# Акција Т4
Акција Т4 је био програм еутаназије током кога су лекари у нацистичкој Немачкој убили 70.273 особе. Овај програм је био на снази од октобра 1939, до августа 1941. Жртве овог програма описане су у Хитлеровом тајном меморандуму од 1. септембра 1939, као неизлечиво болесни и пацијенти чије је стање утврђено након критичког медицинског прегледа. Кардинал Гален је оштро критиковао овај програм наводећи да су ти људи били дугорочни штићеници менталних азила који могу да изгледају неизлечиво На суђењима у Нирнбергу је изнет доказ да су немачки лекари наставили са убијањем пацијената и након октобра 1941, и доказ да је око 275.000 људи убијено у оквиру акције Т4.
Кодни назив Т4 је представљао скраћеницу за Тиргартенштрасе 4, адресу виле у берлинској општини Тиргартен где је било седиште Опште задужбине за социјалну и институционалну негу (Gemeinnützige Stiftung für Heil- und Anstaltspflege). Ово тело је деловало под руководством Филипа Боулера, шефа Хитлерове канцеларије, и доктора Карла Бранта, Хитлеровог личног лекара. Вила више не постоји, али плоча на плочнику улице Тиргартен означава њену локацију.
Декрет о еутаназији, написан на Хитлеровом личном меморандуму и датиран на 1. септембар 1939, гласи:
Рајх вођа Боулер и доктор Брант су задужени одговорношћу да прошире надлежност лекара, наведених именом, дотле да пацијантима који се сматрају неизлечивим према најбољој доступној људској процени [] стања њиховог здравља, могу да омогуће милосрдну смрт [].

## Позадина
Неки аутори тврде да је програм Т4 развијен из политике расне хигијене Нацистичке партије, из веровања да немачки народ треба да буде очишћен од расно небезбедних елемената, који су укључивали људе са посебним потребама. Према овом гледишту, програм еутаназије представља еволуцију у тој политици према каснијем Холокаусту над европским Јеврејима: историчар Ијан Кершоу је овај програм назвао виталним кораком у спуштању у модерно варварство.
Идеје расне хигијене никако нису јединствене за нацистички покрет. Идеје социјалдарвинизма су биле распрострањене у свим западним земљама почетком 20. века, а еугенички покрет је имао велики број следбеника међу образованим људима и био је посебно јак у Сједињеним Државама. Идеја стерилисања особа које су носиле наследне поремећаје или су испољавали оно шта је сматрано наследним антисоцијалним понашањем је била широко прихваћена, и озакоњена у Сједињеним Државама, Шведској, Швајцарској и другим земљама. Између 1935. и 1975, на пример, 63.000 људи је стерилисано на основу еугенике у Шведској.
Идеја спровођења расне хигијене је била у основама Хитлерове идеологије од њених најранијих дана. У својој књизи, Мајн кампф (1924), Хитлер је написао:
Онај ко телесно и ментално није безбедан и заслужујући не сме да преноси ову несрећу на тела своје деце. Народна држава мора да спроведе најгигантскији одгајивачки задатак овде. Једнога дана, међутим, испоставиће се да је ово дело веће од најпобедоноснијих ратова наше савремене буржоаске ере.
Нацистички режим је почео да имплементира политике расне хигијене чим је дошао на власт. Јула 1933. Закон за спречавање наследно оболелог потомства је прописао обавезну стерилизацију за људе који су имали неко из спектра стања која су сматрана наследним, као што су схизофренија, епилепсија, Хантингтонова болест и имбецилност. Стерилизација је такође прописана у Evans, 444случајевима хроничног алкохолизма и других облика друштвене девијантности. Овај закон је спроводило Министарство унутрашњих дела под Вилхелмом Фриком кроз специјалне судове за наследно здравље, који су прегледали особе у азилима, затворима, старачким домовима и специјалним школама и одређивали ко ће бити стерилисан.
Процењује се да је 360.000 људи стерилисано по овом закону између 1933 и 1939. Постојале су назнаке да је овај програм требало да буде проширен на особе са физичким недостацима, али ове идеје су морале да буду изрицане пажљиво јер Јозеф Гебелс, један од најмоћнијих људи Хитлеровог режима, патио од урођеног деформитета стопала. Сам Филип Боулер је био слабије покретан услед повреда ногу задобијених у рату. Након 1937, услед акутног недостатка радне снаге у Немачкој је свако ко је био способан за рад сматран корисним и стога био изузет из овог закона, тако да је стопа стерилизације опала.

## Према политици убијања
Хитлер је био поборник убијања оних за које је сматрао да да су недостојни живота. 1939. на конференцији са министром здравља Леонардом Контијем и шефом рајхсканцеларије Хансом Ламерсом, пар месеци пре декрета о еутаназији, Хитлер је као примере живота недостојног живота навео тешко ментално оболеле људе који могу да спавају само на пиљевини или песку јер стално прљају себе, или који стављају сопствени измет у уста, једу га и тако даље
И његов лекар, доктор Карл Брант и шеф рајхсканцеларије, Ханс Лемерс су после рата сведочили да им је Хитлер већ 1933, у време када је донет закон о стерилизацији, говорио како је он пре за убијање неизлечиво болесних, али да уочава да јавно мњење ово не би прихватило. 1935, Хитлер је рекао доктору шефу државних лекара, Герхарду Вагнеру, да то питање не може да се реши за време мира: Такав проблем би једноставније и лакше било спровести током рата, рекао је. Намеравао је, како је писао, у случају рата да радикално реши проблем менталних азила. Избијање рата је стога Хитлеру отворило могућност да спроведе политику за коју се дуго залагао.
Рат је овом питању такође дао и нову хитност у очима нацистичког режима. Људи са тешким недостацима, чак и стерилисани, су ипак изискивали институционалну негу. Заузимали су места у установама које ће ускоро бити неопходне за рањене војнике и људе евакуисане из бомбардованих градова. Њихов смештај и храну је плаћала држава, а одузимали су време лекарима и медицинским сестрама. Све ово су нацисти сматрали једва подношљивим за време мира, а потпуно неприхватљивим у доба рата. Као водећи нацистички доктор, Херман Пфанмилере је рекао: Неподношљива ми је идеја да најбољи, цвет наше омладине мора да даје свој живот на фронту како би слабоумни и неодговорни асоцијални елементи имали сигурну егзистенцију у азилу.
Чак и пре него што су нацисти дошли на власт, немачки еугенички покрет је имао своје екстремно крило, које су предводили Алфред Хохе и Карл Биндинг, који су се већ 1930. залагали за убијање оних чији су животи оцењени као живот недостојан живота. Немачка је у годинама након Првог светског рата била врло плодно тле за овакве идеје. Они су интерпретирали дарвинизам у смислу да нација мора да промовише ширење корисних гена и спречи ширење штетних. Роберт Лифтон је написао: Аргумент се састојао у томе да су најбољи млади мушкарци погинули у рату што је узроковало да је фолк (народ) изгубио најбоље доступне гене. Гени оних који се нису борили (најгори гени) су затим почели слободно да бујају, убрзавајући биолошку и културну деградацију. Еугеничари су сматрали да држава мора да интервенише како би се ово спречило.
Ови погледи су стекли подршку након 1930, кад је Велика депресија узроковала оштре резове у финансирању државних менталних болница, што је довело до прљавштине и пренатрпаности. Већина немачких еугеничара су већ били изразито националистички и антисемитски настројени, и прихватили су нацистички режим са ентузијазмом. Многи од њих су постављени на позиције у министарству здравља и истраживачким институтима, и њихове идеје је постепено прихватала већина немачких медицинских професионалаца, из чијих редова су убрзо одстрањени Јевреји и комунисти.
Током 1930-их, Нацистичка партија је спровела пропагандну кампању у прилог еутаназији. Национал социјалистичка канцеларија за расу и политику (НСРПА) је штампала летке, постере и снимала кратке филмове за приказивање у биоскопима. У овом пропагандном материјалу су Немцима истицани трошкови одржавања азила за неизлечиво болесне менталне болеснике. Међу овим филмовима су били Наследство (Das Erbe, 1935), Жртва прошлости (Opfer der Vergangenheit, 1937), који су имали велику премијеру у Берлину и приказивани су у свим немачким биоскопима, и Оптужујем (Ich klage an, 1941), који је био базиран на новели доктора Хелмута Унгера, консултанта при програму дечје еутаназије. Католичке институције, од којих се могло очекивати да ће се оштро супротстављати убијању својих пацијената, су затваране а њихови штићеници су премештани у већ пренатрпане државне институције, где су прљавштина и лоши услови давали додатну муницију за пропаганду у прилог еутаназији.

## Убијање деце
На лето 1939, родитељи тешко деформисаног детета (недавно идентификовано као Герхард Кречмар), рођеног у близини Лајпцига су писали Хитлеру, тражећи од њега дозволу да њихово дете буде убијено. Хитлер је ово одобрио, и овластио је формирање Државног комитета за научно регистровање наследних и урођених болести, на челу са Карлом Брантом, његовим личним лекаром, и под административном управом Херберта Линдена из министарства унутрашњих послова и СС официром Виктора Брака. Брант и Боулер су били овлашћени да одобравају захтеве да се деца у сличним околностима убијају.
Овај случај је представљао преседан који је коришћен да се успостави програм убијања деце са тешким оштећењима. Принцип 'старатељске' сагласности је убрзо нестао. Од августа, министарство унутрашњих послова је захтевало од лекара и бабица да пријаве све случајеве новорођенчади са тешким оштећењима. Одређена за убијање су била сва деца испод три године старости код којих се 'сумња' на било које од следећих 'озбиљних наследних обољења': идиотизам и Даунов синдром (посебно кад је повезан са слепилом и глувоћом); микроцефалија; хидроцефалија; малформације свих врста, посебно удова, главе и кичме; и парализа, укључујући спазмична стања Извештаје су анализирали конзилијуми медицинских стручњака, од којих је троје морало да да одобрење пре него што би дете било убијено.
Коришћени су различити методи са прибављање сагласности - посебно у католичким областима, где су родитељи начелно били мање склони сарадњи. Родитељима је говорено да се њихова деца шаљу у специјална одељења за децу, где ће добити бољу негу. Деца су слата у те центре где су неколико недеља држана на посматрању а затим убијана смртоносном инјекцијом, а као узрок смрт бележена упала плућа. Обично су спровођене аутопсије и узимани узорци можданог ткива како би били коришћени за медицинско истраживање. Ово је вероватно служило да олакша савест многима који су били умешани, јер им је давало осећај да деца нису умрла улудо, и да је цео програм имао стварну медицинску сврху.
Кад је рат избио у септембру, 1939, програм је постао мање ригорозан у смислу посматрања и одобравања. Проширен је да укључује и старију децу и адолесценте. Скуп стања која су била повод за убијање је проширен тако да је укључивао различита гранична или ограничена оштећења код деце различите доби, а кулминирао је убијањем оних који су означени као малолетни делинквенти. Јеврејска деца су могла да заврше у овом програму првенствено зато што су била јеврејска; у једној од институција је успостављено специјално одељење за јеврејско-аријевску полукрвну децу. У исто време, родитељи су стављани под појачан притисак да се сагласе са тим да њихова деца буду одведена. Многи родитељи су сумњали шта се заиста дешава и нису давали сагласност. Њима је прећено да ће изгубити старатељство над децом и, ако то не би било довољно, да ће бити позвани на принудни рад. До 1941, преко 5.000 деце је убијено.

## Убијање одраслих
Брант и Боулер су ускоро развили планове да прошире програм на одрасле. Јула 1939. су одржали састанак на коме су присуствовали др. Леонардо Конти, шеф здравства Рајха и државни секретар за здравство у министарству унутрашњих послова, и професор Вернер Хејде, вођа СС медицинског одељења. На овом састанку су начињене прелиминарне припреме за национални регистар свих институционализованих лица са менталним обољењима или физичким инвалидитетом.
Међутим, прве одрасле особе са инвалидитетом које је нацистички режим убио нису били Немци већ Пољаци, кад је Ајнзацкомандо 16 испразнио болнице и институције за збрињавање менталних болесника у Вартеланду, области у западној Пољској која је била одређена за присаједињење Немачкој и насељавање Немцима након освајања Пољске. У области Данцига (данас Гдањск), неких 7.000 Пољака штићеника разних институција је стрељано а 10.000 је убијено у области Гдиње. Сличне мере су спроведене и у другим областима Пољске које су биле одређене за присаједињење Немачкој. У Познању је стотине пацијената убијено угљен-моноксидом у импровизованој гасној комори коју је развио доктор Алберт Видман, главни хемичар немачке Криминалне полиције (Крипо).
Убијање бескорисних менталних пацијената се убрзо проширило из окупиране Пољске у области саме Немачке које су биле близу границе са Пољском, вероватно јер су нацистичке вође и СС официри из тих области били најупознатији са тиме шта се дешава у Пољској. Ово су такође биле области где су смештани немачки војници који су били рањени у походу на Пољску, што је стварало потребу за болничким простором. Гаулајтер Помераније, Франц Шведе-Кобург, је послао 1.400 пацијената из пет померанијских болница у Пољску, где су стрељани. Гаулајтер Источне Пруске, Ерих Кох је на сличан начин убио 1.600 пацијената. Укупно, више од 8.000 Немаца је страдало у овом почетном таласу убијања. Ово је спровођено на иницијативу локалних званичника, мада је Химлер сигурно знао и одобравао те акције.
Програм убијања одраслих лица са менталним или физичким инвалидитетима је отпочео писмом које је Хитлер написао октобра 1939. Ово писмо је наложило Боулеру и Бранту да прошире овлашћења одређених, именом наведених, лекара, тако да се особама које су, према људској процени, неизлечиве, може након најпажљивије дијагнозе стања њихове болести, подарити милосрдна смрт Писмо је датирано уназад на 1. септембар како би се легализовала убиства која су већ била спроведена, и како би се програм чвршће везао за рат, дајући му оправдање ратне неопходности. Ово писмо, које је било једина правна основа за програм, није било формални Фиреров декрет, који је у Нацистичкој Немачкој имао снагу закона. Хитлер је намерно заобишао министра здравља Контија, и његово министарство, који нису сматрани довољно немилосрдни у духу националсоцијализма и који би могли да постављају разна питања о легалности овог програма, и поверио руковођење својим личним агентима, Боулеру и Бранту.
Програмом је управљало Браково особље из Тиргартенштрасе 4, под називом Хуманитарна фондација за лечење и институционалну негу, а надгледали су Боулер и Брант. Међу осталим блиским учесницима су били доктор Херберт Линден који је био дубоко умешан у дечји програм, доктор Ернст-Роберт Гравиц, главни лекар СС и Аугуст Бекер, СС хемичар. Ови званичници су изабрали лекаре за спровођење оперативног дела програма. Лекари су изабани по критеријумима политичке поузданости, професионалне репутације и познате наклоности ка радикалној еугеници. Међу њима је било и неколико лекара који су се истакли у програму убијања деце, као што су Унгер, Хајнце и Херман Пфанмилер. Нови лекари су углавном били психијатри, међу њима професор Карл Шнајдер из Хајделберга, професор Макс де Кринис из Берлина и професор Паул Ниче из државне институције Зоненштајн. Хејде је био оперативни вођа програма, а касније га је наследио Ниче.
Почетком октобра, све болнице, старачки домови и санаторијуми су морали да пријаве све пацијенте који су били институционализовани пет или више године, који су примљени као криминално луди, који су били неаријевске расе, или којима је дијагностиковано неко од стања са одређене листе. Међу овим стањима су били схизофренија, епилепсија, Хантингтонова болест, узнапредовали сифилис, сенилна деменција, парализа, енцефалитис и уопштено терминална неуролошка стања. Многи лекари и управници су претпоставили да је сврха ових извештаја да се одреде штићеници који су били у стању за регрутовање за радну службу. Стога су они често прецењивали степен обољења својих пацијената како би их заштитили од присилног рада - што је имало фаталне последице. Када су неке институције, често у католичким областима, одбиле да сарађују, тимови Т4 лекара (или у неким случајевима нацистичких студената медицине) су посећивале те институције и сачињавале своје листе, понекад врло непажљиво или идеолошки мотивисано. Сви пацијенти Јевреји су одведени из институција и убијени током 1940.
Као и кад су у питању била деца, случајеве одраслих је процењивао конзилијум стручњака из Тиргартенштрасе. Стручњаци су морали да доносе осуде искључиво на основу извештаја а не на основу детаљних медицинских историја, а камоли прегледа. Некад су истовремено разматрали стотине извештаја. Сваки извештај су означавали знаком + (смрт), знаком - (живот), или понекад знаком ? што је значило да не могу да се одлуче. Три осуде на смрт су биле довољне да се особа убије. Као и у случају деце, временом је овај процес постајао све мање ригорозан, скуп стања која су била основ за убијања се ширио а острашћени нацисти при дну ланца команде су све више доносили одлуке на сопствену иницијативу.
Испрва су пацијенти убијани смртоносном инјекцијом што је био метод који је успостављен са децом, али је убрзо закључено да је овај метод спор и неефикасан за убијање одраслих, којима су биле потребне веће дозе све ређих и скупих лекова и за које је постојала већа вероватноћа да ће се опирати. Сам Хитлер је препоручио Бранту да користи угљен-моноксид. На свом суђењу, Брант је ово описао као велики напредак у историји медицине. Прва убијања гасом су спроведена у Бранденбургу на Хавелу у јануару 1940, под надзором Видмана, Бекера и Кристијана Вирта, Крипо (криминалистичка полиција) официра који је касније играо важну улогу у Коначном решењу, програму истребљивања Јевреја. Кад је успостављена ефикасност овог метода, то је постао стандард који је коришћен у бројним центрима широм Немачке. Осим Бранденбурга на Хавелу, међу тим центрима су били Замак Графенек у Баден-Виртембергу (10.824 убијених), Шлос Хартхајм код Линца у Аустрији (преко 8.000 убијених), Зоненштајн у Саксонији {15.000 убијених}, Бернбург у Саксонији-Анхалт и Хадамар у Хесену (14.494 мртвих). Осим за убијање пацијената из установа за ментално оболеле, ови центри су коришћени и за убијање логораша из концентрационих логора у Немачкој и Аустрији.
Пацијенти су превожени из институција у којима су били смештени у центре за убијање у посебним болничким аутобусима специјално за ту намену, у којима су се налази припадници СС који су носили беле мантиле како би целој операцији дали привид медицинске аутентичности. Како би спречили породице и лекаре да уђу у траг пацијентима, они су често прво слати у транзитне центре у великим болницама где су наводно прегледани пре него што би опет били премештени у центре за специјални третман (Sonderbehandlung). (Овај израз је касније био у широкој употреби као еуфемизам за убијање током истребљења Јевреја.) Породицама су слата писма у којима је објашњавано да због ратних прописа неће бити могуће посете у овим центрима. У пракси, већина пацијената је убијано у року од 24 сата од доласка у центре, а њихова тела су кремирана. За сваку убијену особу је припреман извештај о смрти, који је давао лажан али наизглед уверљив узрок смрти. Ови извештаји су слати породицама уз урну са пепелом (случајно прикупљен пепео јер су жртве кремиране у групама). Припрема ових фалсификованих извештаја је одузимала највећи део радног времена лекара који су радили у центрима.
Током 1940, у центрима у Бранденбургу, Графенеку и Хартхајму је убијено скоро по 10.000 људи, а још 6.000 је убијено у Зоненштајну. Укупно, око 35.000 људи је убијено у операцијама Т4 те године. Операције у Бранденбургу и Графенеку су прекинуте крајем године, делимично зато што су области које су ови центри опслуживали биле очишћене а делимично због противљења јавности. Међутим, 1941. су центри у Бернбергу и Зоненштајну повећали обим својих активности, а Хартхајм (где су Вирт и Франц Штангл успешно командовали) је наставио као и до тад. Услед тога, још 35.000 људи је убијено до августа 1941, кад је програм Т4 прекинут. Међутим и после овога, центри су наставили са радом - били су коришћени за убијање логораша из концентрационих логора: 20.000 људи из ове категорије је убијено.
Године 1971, новинарка Гита Серењи је спровела серију интервјуа са Францом Штанглом, који је био у затвору у Диселдорфу након што је осуђен за учествовање у убијању 900.000 људи као командант логора смрти Собибор и Треблинка у Пољској. Штангл је дао детаљан опис операција програма Т4 базиран на периоду док је био командант центра за убијање у Хартхајму. Описао је како су штићеници разних азила одвођени аутобусима у Хартхајм. Неки од њих су били у таквом менталном стању да нису знали шта се дешава, али многи су били савршено нормални и због њих су коришћени разни видови обмана. Говорено им је да су дошли у специјалну клинику где ће добити бољу негу, и да је потребно да се спроведе кратак медицински преглед након доласка. Увођени су у собе које су изгледале као собе за туширање, где су гушени угљен-моноксидом (исти принцип је касније коришћен у логорима смрти).

## Опозиција
Хитлер и његови помагачи су од почетка били свесни да програм убијања великог броја Немаца са инвалидитетом неће бити популаран у немачкој јавности. Иако је Хитлер имао чврсту политику да не издаје писана наређења за политике које су се тицале активности које ће касније бити окарактерисане као злочин против човечности, у овом случају је направио изузетак кад је Боулеру и Браку дао писано овлашћење за програм Т4 у поверљивом писму написаном у октобру 1939. Разлог овоме је вероватно био да се превазиђе противљење у немачком државном апарату - министру правде, Францу Гиртнеру су морали да покажу ово писмо у августу 1940, како би сарађивао у овом програму.
Хитлер је на почетку рекао Боулеру да Фирерова канцеларија ни под којим околностима не сме да буде виђена као активна у овом питању Посебна пажња је морала да буде посвећена у католичким областима, у којима је након анексије Аустрије и Судета живела готово половина становништва Велике Немачке, и где је очекивано да ће јавно мњење бити непријатељски настројено према овом програму. Марта 1940, поверљиви извештај из СД из Асутрије је упозорио да се програм убијања мора спроводити у тајности како би се избегла реакција јавног мњења током рата.
Опозиција је постојала и у бирократији. Окружни судија и члан Исповедне цркве, Лотар Крајсиг је писао Гиртнеру жалећи се (исправно) да је програм Т4 илегалан (јер Хитлер није издао ниједан закон или формални декрет којим се програм одобрава); Гиртнер је одговорио: Ако вољу Фирера не можеш да препознаш као извор закона, онда не можеш да останеш судија. И Крајсиг је опозван.
Католичка црква је пристала да се повуче из свих политичких активности у Конкордату из 1933. између Немачке и Свете столице, али идеја да ће држава да масовно убија немачке држављане једноставно није пала на памет Цркви 1933. године, и такав изазов за основна хришћанска начела је представљао велико искушење за немачке католике. 1935. Црква је у приватном меморандуму протестовала против доношења закона који би легализовао еутаназију (у правом смислу речи): ово је један од разлога зашто закон није донесен.
У јануару 1939, Брак је од доктора Јозефа Мајера, професора моралне теологије на Универзитету у Падерборну тражио да напише рад о вероватним реакцијама цркава у случају да држава започне програм еутаназије. Мајер - дугогодишњи поборник еутаназије - је написао да се цркве неће противити овом програму ако би био виђен као у интересу државе. Брак је овај рад показао Хитлеру у јулу, и ово је можда повећало веру да би програм еутаназије био прихватљив немачком јавном мњењу. (Када је Гита Серењи интервјуисала Мајера мало пре његове смрти, 1967, он је тврдио да није одобравао убијање особа са инвалидитетом, али како није познато да је опстала иједна копија тог рада, ово се не може утврдити.) Испоставило се другачије. У ствари, Т4 програм је био једини пример активности нацистичког режима који је узроковао раширене јавне протесте.
Било је немогуће да се програм Т4 држи у тајности, јер су у њему учествовале хиљаде лекара, медицинских сестара (укључујући католичке часне сестре) и административних радника, и узевши у обзир да је већина убијених имала породице које су се активно бринуле за њих. Упркос најстрожим наређењима да се очува тајност, неки чланови особља центара за убијање су причали о томе шта се у тим центрима дешавало. У неким случајевима, породице су знале да су пријављени узроци смрти лажни, на пример када би се тврдило да је пацијент умро од упале слепог црева, иако му је слепо црево извађено годинама раније. У другим случајевима, неколико породица у истом граду би добило обавештења о смрти истог дана. У градовима у којима су били смештени центри за убијање, многи су могли да примете да су штићеници стизали аутобусима, да виде дим из димњака крематоријума, као и да уоче да штићеници нису напуштали ове центре, из чега су могли да изведу тачан закључак. У Хадамару је пепео са људском косом падао на град. Маја 1941, Окружни суд у Франкфурту је писао Гиртнеру, описујући сцене из Хадамара, где су деца на улицама викала да људе одводе аутобусима да би их убили гасом.
Током 1940, рашириле су се гласине о томе шта се дешава, и многи Немци су повукли своје рођаке из азила и санаторијума, како би се бринули о њима код куће - често уз велике трошкове и тешкоће. У неким установама, лекари и психијатри су сарађивали са фамилијама како би њихови пацијенти били отпуштени, или, ако би породице то могле да приуште, били премештени у приватне клинике, где програм Т4 није могао да их досегне. Други доктори су пристајали да промене дијагнозу неким пацијентима како више не би испуњавали Т4 критеријуме, мада је ово доводило до ризика када би острашћени нацисти дошли да врше инспекције. У Килу, професор Ханс Герхард Кројцфелд је успео да спасе скоро све своје пацијенте. Међутим, у већини случајева, лекари су сарађивали са програмом, било из незнања о правој природи програма, било из слагања са нацистичком еугеничком политиком.
Током 1940, у Рајхсканцеларију и Министарство здравља су почела да стижу протестна писма, нека од њих од чланова Нацистичке партије. Први отворени протест против одвођења људи из азила је одржан у Абзбергу у Франконији фебруара 1941, а уследили су протести и у другим градовима. У извештају СД о инциденту у Абзбергу је истакнуто да је одвођење штићеника из Отилијен дома узроковало велике непријатности, и описане су велике гомиле становника, католика, међу њима и чланова партије, који су протестовали против ове акције. Супротстављање програму Т4 је ојачало након немачког напада на Совјетски Савез у јуну 1941, јер је рат на истоку значио веће немачке губитке, и болнице и азили су почели да се пуне младим немачким војницима који су постали инвалиди на фронту. Кренуле су да круже гласине да ће и они бити подвргнути еутаназији, мада то никада није планирано.
Током 1940. и 1941, неки протестантски свештеници су приватно протестовали против програма Т4, али нису јавно коментарисали. Бискуп Теофил Вурм из Евангелистичке-лутеранске цркве у Виртембергу, је написао оштро писмо министру унутрашњих послова, Фрику, марта 1940. 4. децембра 1940. Рајнхолд Заутер, врховни црквени канцелар Виртембершке државне цркве, је критиковао нацистичког црквеног канцелара Еугена Штелеа због убистава у Замку Графенек. Овај му је одговорио да пета заповест: не убиј, није Божија заповест већ јеврејски изум, и више нема никакав значај.
Приватно су протестовали и лутерански теолог Фридрих фон Боделшвинг који је био управник института за епилептичаре, Бетел у Билефелду, и пастор Паул-Герхард Брауне, управник института Хофнунгштал код Берлина. Обојица су искористила своје везе са режимом како би испословали изузетак за своје институте: Боделшвинг је преговарао директно са Брантом и индиректно са Герингом, чији је рођак био познати психијатар. Брауне је имао састанке са министром правде, Гиртнером, који је увек био сумњичав по питању легалности програма, а касније је Хитлеру написао оштро писмо против Т4: Хитлер ово писмо није прочитао, али му је Ламерс рекао за њега. Међутим начелно, Протестантска црква је више сарађивала са нацистичким режимом него Католичка, и била је мање вољна да критикује активности режима.
Католичкој цркви, која је од 1933. водила политику избегавања конфронтације са нацистичким режимом је са друге стране било све теже да ћути упркос све више доказа о убијању штићеника болница и азила. Водећи католички свештеници, предвођени кардиналом Михаелом фон Фаулхабером из Минхена, су приватно писали влади протестујући против програма Т4. јула 1941, Црква се коначно огласила кад је бискупско писмо прочитано у свим црквама. У овом писму је истакнуто да је убиство погрешно (осим у самоодбрани и у морално оправданом рату). Ово је охрабрило католике на гласније протесте.
Неколико недеља након читања овог писма, католички Бискуп Минстера у Вестфалији, Клеменс Аугуст Граф фон Гален је јавно одбацио програм Т4 у проповеди, и послао ову проповед телеграмом Хитлеру, позивајући Фирера да одбрани народ од Гестапоа. У проповеди је писало: Страшно је, неправедно и катастрофично када човек супротстави своју вољу вољи Божијој. Ми говоримо о мушкарцима и женама, нашим земљацима, нашој браћи и сестрама. Сиромашни и непродуктивни људи ако хоћете, али да ли ово значи да су они изгубили право на живот? Роберт Лифтон о овој проповеди каже: Ова моћна, популистичка проповед је одмах умножена и проширена широм Немачке ... Пилоти британског краљевског ваздухопловства су бацали летке са овом проповеди међу немачке војнике. Галенова проповед је вероватно имала већи утицај у уједињењу анти-'еутаназијске' мисли од било које друге изјаве. Још један бискуп, Франц Борневасер из Трира је такође Хитлеру послао протест, мада не јавно. У августу, Гален је био још гласнији, ширећи оптужбе и на нацистички прогон цркве и затварање католичких институција. Приписао је жестока савезничка бомбардовања вестфалских градова Божјем бесу на Немачку због кршења његових закона. О Галеновим проповедима није писало у немачкој штампи, али су биле широко распрострањене у виду илегално штампаних летака. Локални нацисти су тражили хапшење Галена, али Гебелс је рекао Хитлеру да ако би дошло до тог хапшења у Вестфалији избила отворена побуна.
До августа, протести су се проширили на Баварску. Гита Серењи пише да је самог Хитлера иззвиждала бесна гомила у Хофу - што је био једини случај да се Хитлер сусрео са негодовањем у јавности током своје 12 година дуге владавине. Упркос приватном бесу, Хитлер је знао да не може себи да приушти сукоб са Црквом у време кад Немачка учествује у судбоносном рату. У овом уверењу су га учвршћивали савети Гебелса, Мартина Бормана и Химлера. Роберт Лифтон је написао: Нацистичке вође су се суочиле са избором да ли да похапсе важне, широко поштоване црквењаке и друге протестанте - курс са последицама у виду негативне реакције јавности које су се веома бојали - или да прекину програм. Химлер је рекао: Да је операција Т4 поверена СС, ствари би биле другачије, јер кад нам Фирер повери посао, ми знамо како да га обавимо ваљано, без изазивања непотребног негодовања народа
Дана 24. августа 1941. Хитлер је наредио прекид програма Т4, и издао строга упутства гаулајтерима да не сме да буде даљих провокација цркви за време трајања рата. Инвазија на Совјетски Савез која је отпочела у јуну је створила нове задатке за особље програма Т4, које је убрзо пребачено на исток како би почело рад на много већем програму убијања: Коначном решењу Јеврејског питања. Међутим, прекид програма Т4 није значио крај убијања инвалида у Немачкој, мада је од 1941. убијање постало мање систематично. Лифтон документује да је убијање и деце и одраслих настављено све до краја рата, на локалну иницијативу управника института и партијских вођа. Враћене су методе које су коришћене пре увођења гасних комора: смртоносна инјекција или једноставно изгладњивање до смрти. Кершоу процењује да је до краја 1941. 75.000 до 100.000 људи убијено у овом програму, а да су још десетине хиљада логораша из концентрационих логора и људи оцењених неспособним за рад убијене у Немачкој између 1942. и 1945. (ова бројка не укључује Јевреје који су убијени 1942. и 1943). На пример, у Хартхајму је убијање људи који послатих из целе Немачке је настављено све до 1945.

## Послератни догађаји
Децембра 1946, Амерички војни трибунал (Докторско суђење) је судио 23 лекара и управника због њихових улога у ратним злочинима и злочинима против човечности. Ови злочини су укључивали систематско убијање оних који су оцењени недостојнима живота, укључујући ментално заостале, институционализоване менталне болеснике и физичке инвалиде. Процес је трајао 140 дана током којих је своје исказе дало 85 сведока, и предато је 1.500 докумената. У августу 1947. 16 оптуженика је проглашено кривим. Седам је осуђено на смрт и казне над њима су спроведене 2. јуна 1948. Међу њима су били Карл Брант и Виктор Брак.
Део оптужнице гласи:
14. Између септембра 1939. и априла 1945, оптужени Карл Брант, Блом, Брак и Ховен су противзаконито, својевољно и свесно починили злочине против човечности дефинисане у члану II Закона контролног савета бр. 10, тако што су водили, саучествовали, наредили, потпомогли, узели својевољно учешће, и били повезани са плановима и активностима које су укључивале спровођења  програма еутаназије немачког Рајха, током ког су оптужени убили стотине хиљада људских бића укључујући немачке цивиле, као и цивиле других нација. Појединости које се тичу ових убистава су дате у параграфу 9 тачке два ове оптужнице и овде су укључене по референци.
Такође, 1945. седам чланова особља института Хадамар су пред судом оптужени за убиства совјетских и пољских држављана, али не и за убиства великог броја немачких држављана у Институту. Алфонс Клајн, Карл Руоф и Вилхелм Вилиг су осуђени на смрт и казне су спроведене, а преосталих четворо оптужених су осуђени на дугогодишње затворске казне.
Филип Боулер и Леонардо Конти су извршили самоубиства у заточеништву маја 1945, а доктор Ернст-Роберт Гравиц се убио непосредно пре пада Берлина. Доктор Фридрих Менеке је умро 1947. док је чекао на суђење. Паула Ничеа је источнонемачки суд осудио на смрт 1948. Вернер Бланкенбург је живео под псеудонимом и умро 1957. Вернер Хејде се, након што се скривао 18 година, био 1964, пре суђења. Доктор Хајнрих Грос је такође избегао суђење. Аугуст Бекер је првобитно осуђен на три године, а затим му је 1960. суђено поново и тад је осуђен на 10 година затвора. Одслужио је врло мали део ове друге казне јер је пуштен због нарушеног здравља, и умро је 1967. Франц Шведе (умро 1960) је осуђен на 10 година затвора 1948, али је помилован 1956. Ерих Кох је био у затвору од 1950. до смрти 1986. Филипу од Хесен-Касела (умро 1980) гувернеру Хесен-Насауа није суђено због учешћа у програму Т4.
Источнонемачки Штази је у својим архивама чувао око 30.000 докумената о пројекту Т4. Након пада Берлинског зида, ови документи су постали доступни јавности 1990, и ово је довело до новог таласа истраживања о програму Т4.

## Т4 и еутаназија
Конзистентно коришћење израза еутаназија у овом контексту може да изазове заблуде. Чејмберсов речник енглеског језика даје дефиницију еутаназије као чин или праксу спровођења безболне смрти, посебно у случајевима неизлечиве патње. Краћи оксфордски речник тај израз дефинише као мирна и лака смрт и акција узроковања исте. Међутим, неизлечива патња на коју се позива идеологија која је коришћена за рационалисање убистава се није односила на пацијенате-жртве већ на планере политике, њихове вољне бирократске помоћнике и оне који су директно радили са жртвама… Њихова смрт није била безболна, мирна или лака. Многи нису патили ни од какве менталне или физичке дисфункције осим физичких последица насталих због пада у нацистичке руке. Ритуали и процедуре убијања примењивани под окриљем овог „програма“ су без изузетка били идентични онима коришћеним у логорима смрти. Суштински циљ је био исти - истребљење нежељених сегмената популације. У оба случаја ниједан други израз осим убиство не одговара околностима.

— 
Акција Т4 се обично описује као програм еутаназије, и ово је израз који је у то време коришћен од стране неких званичника одговорних за спровођење програма. Акција Т4 је била предмет суђења у Нирнбергу јер је такав програм био илегалан и по закону кажњив као убиство, све и ако је називан еутаназијом. Штавише, Нирнбершки трибунал је закључио да је по немачком закону, еутаназија као таква илегална и кажњива као убиство, и уједно је то био ратни злочин и злочин против човечности. Уопштено, свака намерна интервенција спроведена у намери да се оконча живот, чак и у циљу олакшања неизлечиве патње (еутаназија), се сматра криминалним убиством по закону.

"Наравно, одувек сам знао да је коришћење израза 'еутаназија' од стране нацистичких убица био еуфемизам за прикривање њиховог убијања људских бића која су окарактерисали као 'живот недостојан живота'; да њихов циљ није био да скрате живот особа са болним неизлечивим болестима већ да убију људска бића која су сматрали инфериорним, а која би иначе могла да живе још много година."

—  1997
Неки аутори тврде да акција Т4 има мало тога заједничког са еутаназијом пореде овај програм са идеалном дефиницијом еутаназије која каже да је еутаназија мотивисана бригом за добробит људи или жељом да се они ослободе патње - а Акција Т4 не може бити оисана на тај начин. Акција Т4 је спровођена првенствено по диктату идеологије расне хигијене, а осим тога како би се смањили државни трошкови бриге о људима са инвалидитетом у доба када је економски приоритет било наоружавање. Готово увек је спровођена без сагласности жртава или њихових породица., а већина убијених нису проживљавали патњу.
Професор Роберт Џеј Лифтон, аутор књиге Нацистички доктори и водећи стручњак по питању програма Т4 прави разлику између овог програма и онога шта сматра истинском еутаназијом. Он објашњава да је нацистичка верзија еутаназије била заснована на раду Адолфа Јоста који је 1895. године зидао књигу Право на срмт. Лифтон пише: „Јост је сматрао да контрола над смрћу појединца мора ултимативно да буде у рукама друштвеног организма, државе. По Лифтону, ово је у директној супротности са англо-америчким концептом еутаназије који истиче да појединац има 'право да умре' или 'право на смрт' или 'право на сопствену смрт'. Јост са друге стране истиче право државе да убије.“
Међутим, неки други аутори су истакли да са правне тачке гледишта, свака тврдња у смеру легализовања еутаназије у дозвољава починиоцу убиства (обично лекару) да не буде кажњен под одређеним околностима и стога 'право да убије'. Како би истакао да наводно право на смрт или право на достојанствену смрт у ствари значи право да се убије, аутор Мареј Ротбард је истакао наводну блискост између про-еутаназијског покрета и Акције Т4.

Овде се види шта „еутаназија“ значи у стварној пракси. Судећи по документима, 275.000 људи је убијено у овим центрима за убијање. Колико год ово ужасно звучало, треба имати у виду да је овај програм био само увод у истребљења много већих размера у политичком програму за геноцид над освојеним народима и расно непожељнима. Методе које су коришћене и особље које је тренирано у центрима за убијање хроничних болесника су постали језгро много већих центара на истоку, где је планирано да се побију сви Јевреји и Пољаци и да се руско становништво умањи за 30.000.000.

— 
Постоје и други аутори који сматрају да постоји блискост између покрета за еутаназију и Акције Т4. Неки сматрају да је Акција Т4 заснована на истим основама и праксама као и идеја еутаназије. На пример, Лео Александер (који је био саветник током суђења у Нирнбергу) истиче да и Акција Т4 и идеја еутаназије у себи садрже прихватање становишта да постоји таква ствар као што је живот који није вредан живљења, као и утилитаристички поглед на болесника. Мада ови аутори такође тврде да је израз еутаназија био само еуфемизам да се прикрију и оправдају убиства, Александер иде корак даље и тврди да је Акција Т4 управо пример шта еутаназија значи у реалној пракси.